# Küstriner Vorland
Küstriner Vorland (lett. "terra prospiciente Küstrin") è un comune di 2 561 abitanti del Brandeburgo, in Germania.

Appartiene al circondario del Märkisch-Oderland, ed è parte dell'Amt Golzow.

## Storia
Il comune di Küstriner Vorland fu creato il 1º gennaio 1998 dalla fusione dei 3 comuni di Gorgast, Küstrin-Kietz e Manschnow.

## Geografia antropica
Il territorio comunale è suddiviso in 3 frazioni (Ortsteil):
- Gorgast (con la località Schäferei)
- Küstrin-Kietz (con la località Kuhbrücke)
- Manschnow (con le località Neu Manschnow e Herzershof)

## Infrastrutture e trasporti

### Strade
Il comune di Küstriner Vorland è attraversato dalle strade federali B 1 e B 112.